# Henri Debrus
Henri Debrus (né le 29 février 1908 à Narbonne (Aude), mort le 18 mars 1993 à Villecresnes (Val-de-Marne), était un militaire français, créateur du Conseil international du sport militaire, et un résistant.

## Militaire
Incorporé en 1929, sous-lieutenant en 1933, il a fait la campagne d'Afrique du nord en 1939-40, entra en résistance en juillet 1940. Il a fait la campagne d'Orient et fut nommé colonel en mars 1958 et quittait le service actif en février 1962.

### Décorations
- Légion d'honneur;
- Croix de guerre des TOE;
- Médaille de la Résistance.

## Le sport
Il a été le vice-président du Conseil des Sports des Forces Alliées (A.F.S.C) en 1946 qui regroupait douze pays; il organisait la sixième cession à Nice du 15 au 17 février 1948 mais la Guerre froide venait d'en sonner le glas, qu'à cela ne tienne, il fonde alors le C.I.S.M. Président fondateur puis de 1948 à 1953, il fit une pause pour cause de commandement avant d'y revenir de 1956 à 1961. C'est après avoir observé l'entraînement physique de l'armée des Pays-Bas en 1946 à Francfort. Après avoir été largués dans une zone donnée, les parachutistes devaient parcourir vingt kilomètres comportant nombre d'obstacles et d'exercices de combat (tir et lancer de grenades).
Debrus s'inspira de cet entraînement néerlandais, en supprimant le saut en parachute et en modifiant les autres épreuves pour former un ensemble cohérent qui constituerait un entraînement au sol idéal. Une compétition expérimentale eut lieu au centre d'entraînement militaire de Fribourg, dans la zone d'occupation française en Allemagne, en août 1947. Seuls la Belgique, les Pays-Bas et la France prirent part à cette compétition.
Depuis 1950 se tiennent des championnats du monde annuels. Le sport a vu sa popularité grandir, et de nos jours 30 nations y participent. Le CISM organise aussi des pentathlons destinées à la marine militaire et l'armée de l'air.
Il fut longtemps à la tête du Service central des sports militaires et couru dans divers rallyes et raids et remportait le Rallye Alger Le-Cap en 1950. Il est décédé la 18 mars 1993.

## Hommages
Il a été fait Gloire du sport.

## Liens
Site officiel du C.I.S.M  .